# Szachy (przystanek kolejowy)
Szachy – przystanek kolejowy w Szachach, w województwie lubelskim, w Polsce.

## Ruch pasażerski

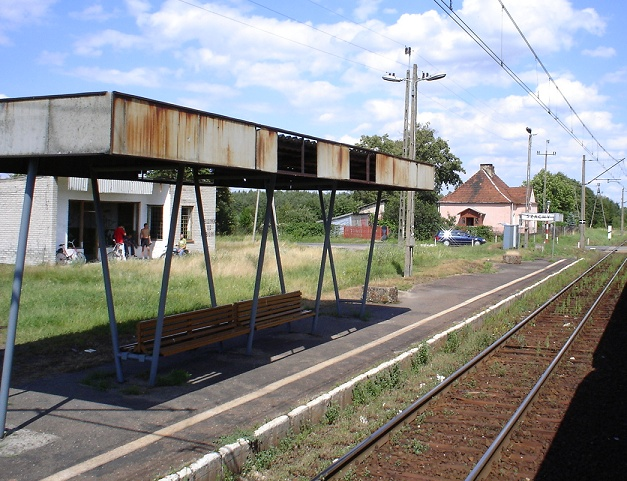
Widok przystanku przed modernizacją (lipiec 2007 r.)

## Ruch pasażerski[1]
| Rok  | Wymiana pasażerska na dobę |
| ---- | -------------------------- |
| 2017 | 50-99                      |
| 2018 | 50-99                      |
| 2019 | 50-99                      |
| 2020 | 50-99                      |
| 2021 | 50-99                      |
| 2022 | 50-99                      |
| 2023 | 100-149                    |

## Połączenia
- Dęblin
- Łuków
- Międzyrzec Podlaski
- Terespol